# Ведична цивілізація

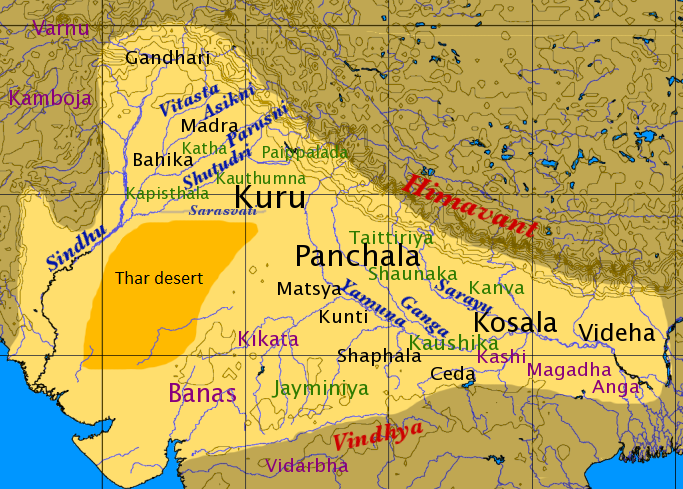
Мапа ведичної Індії. Ведійські царства чорним, інші племена — фіолетовим, ведичні школи Шакха — зеленим, пустеля помаранчевим.

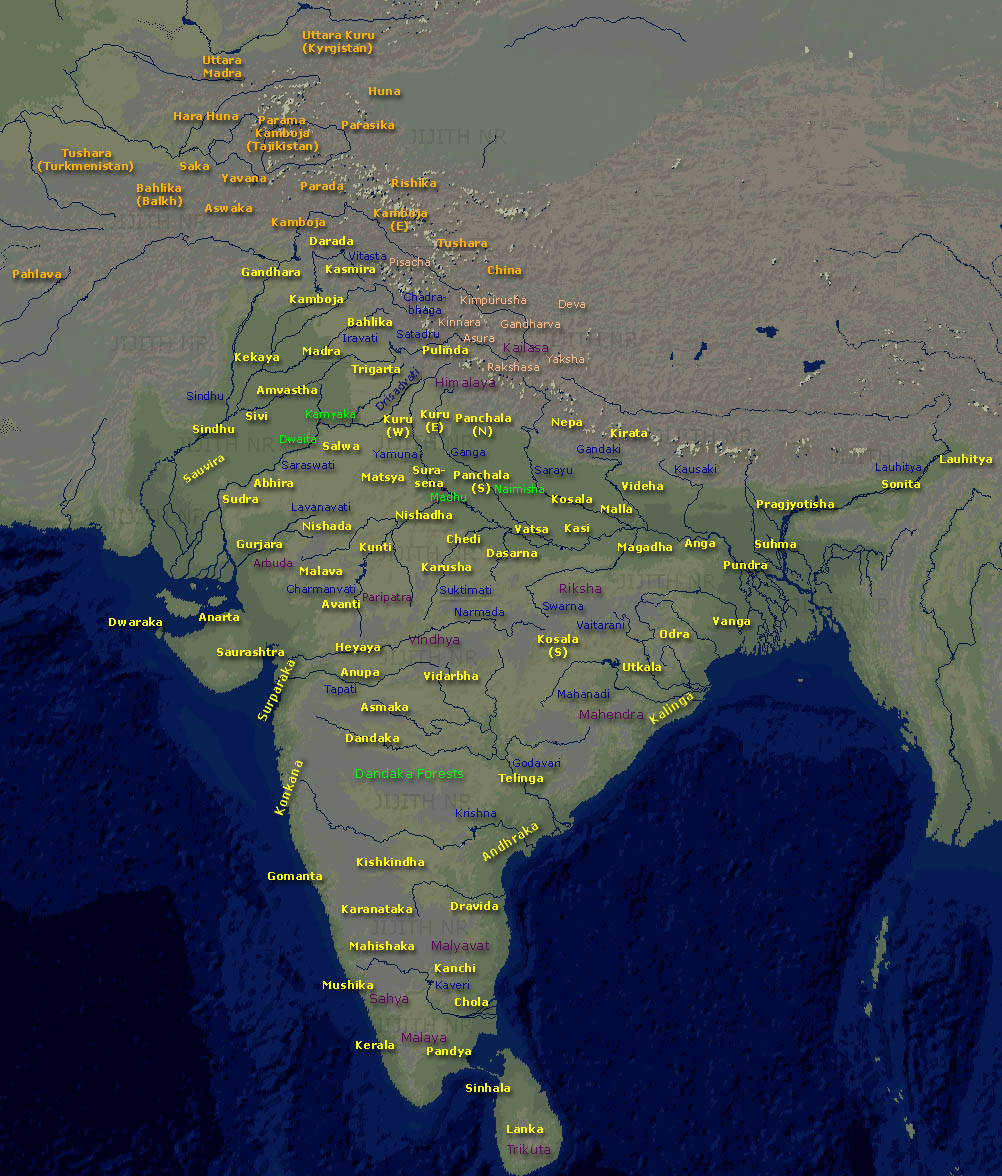
Епічні царства Індії

Ведична цивілізація — культура Індії, що асоціюється з Ведами — найстарішими священними текстами аріїв та їх нащадків — індоаріїв. Період написання Вед зазвичай відомий як ведичний період. Здебільшого дослідники розміщають цей період від 5 - 6 тисячоліття до н. е. до 2 тисячоліття до н. е., коли припинив використовуватися ведійський санскрит. Ведична цивілізація була центрована на півночі півострова Індостан, більшість міст знаходилось на берегах річок Ганг, Інд, Сарасваті, країна називалась Аріяварта. Але близько 1900 року до н. е. в результаті тектонічної катастрофи Сарасваті пересохла, і міста по її берегах поглинула пустеля. Протягом найстарішої фази відбулося формування староіндійських королівств. Протягом найпізнішої — близько 600 року до н. е. — відбулося утворення махаджанапад, яких близько 320 року до н. е. змінила Імперія Маур'їв.